# Tshikapa
Tshikapa je grad u provinciji Kasaï, u Demokratskoj Republici Kongo. Nalazi se na jugu zemlje, 55 km sjeverno od granice s Angolom, 190 km zapadno od Kanange te 140 km jugozapadno od Lueboa, glavnog grada provincije.
Tshikapa je mjesto iskopavanja dijamanata od svog osnivanja početkom 20. stoljeća. Grad je osnovala američko-belgijska tvrtka Forminere, koja je u blizini pronašla nalazišta dijamanata.
Prema popisu iz 2004. godine, Tshikapa je imala 366.503 stanovnika, čime je bila 9. grad po brojnosti u državi. Međutim, smatra se da je ovaj podatak nepouzdan zbog velike fluktuacije gradskog stanovništva prouzročene Prvim i Drugim kongoanskim ratom.